# سبارتاكوس (فلم)
سبارتاكوس (بالإنجليزية:Spartacus) هو الفيلم الأمريكي الدراما التاريخية الملحمية للمخرج ستانلي كوبريك وكتابة دالتون ترامبو، مستنداً إلى رواية تحمل نفس الاسم من قبل هوارد فاست. الفيلم يروي قصة سبارتاكوس وأحداث حرب العبيد الثالثة.

## القصة
يدور حول قصة حياة العبد سبارتاكوس الذي ثار على الحياة غير الآدمية التي كان يعيشها العبيد في ظل الإمبراطورية الرومانية، وقاد ثورة العبيد الثالثة في تاريخ الإمبراطورية الرومانية من أجل نيل حريتهم، وكلما تقدموا في طريقهم في البلاد كلما انضم إليهم الآلاف من العبيد من كافة أنحاء الإمبراطورية المترامية الأطراف حتى أصبحت الثورة التي كان يظن الرومان في البداية أنها بمثابة وخزات من بعض الحشرات - شوكة قوية تهدد كيان الإمبراطورية القوية، وأصبح لازما وضع حد لها مهما تكلف الأمر.

## طاقم الممثلين
- كيرك دوغلاس بدور سبارتاكوس
- لورانس أوليفيه بدور ماركوس كراسوس
- جين سيمونز
- بيتر اوستينوف
- جون أيرلندا
- هربرت لومى

## الإنتاج
افتتح الفيلم للعرض في أكتوبر/تشرين الأول عام 1960 في الولايات المتحدة وبلغت أرباحه 60 مليون دولار رغم أن ميزانية إنتاجه لم تتجاوز 12 مليون دولار، ورشح الفيلم لـ17 جائزة سينمائية ونال أربع جوائز اوسكار منها اوسكار أفضل ممثل مساعد لبيتر أوستينوف بالإضافة لأربع جوائز سينمائية أخرى مثل جائزة أفضل فيلم درامي من جوائز الجولدن جلوب.

## وصلات خارجية
- سبارتاكوس على موقع IMDb (الإنجليزية)
- سبارتاكوس على موقع ميتاكريتيك (الإنجليزية)
- سبارتاكوس على موقع الموسوعة البريطانية (الإنجليزية)
- سبارتاكوس على موقع روتن توميتوز (الإنجليزية)
- سبارتاكوس على موقع نتفليكس (الإنجليزية)
- سبارتاكوس على موقع نتفليكس (الإنجليزية)
- سبارتاكوس على موقع قاعدة بيانات الأفلام العربية
- سبارتاكوس على موقع ألو سيني (الفرنسية)
- سبارتاكوس على موقع Turner Classic Movies (الإنجليزية)
- سبارتاكوس على موقع أول موفي (الإنجليزية)
- Criterion Collection essay by Stephen Farber
- Rare, Never-Seen: 'Spartacus' at 50 at لايف